# سیارک ۱۸۰۶
سیارک ۱۸۰۶ (به انگلیسی: 1806 Derice، نامگذاری:1971LC) هزار و هشتصد و ششمین سیارک کشف شده‌است که در ۱۳ ژوئن ۱۹۷۱ کشف شد.
قدر مطلق سیارک برابر ۱۲٫۰۰ است.